# Hesperoboreus brevicaudus
Hesperoboreus brevicaudus is een schorpioenvlieg uit de familie van de sneeuwvlooien (Boreidae). De wetenschappelijke naam van de soort is voor het eerst geldig gepubliceerd door Byers in 1961.
De soort komt voor in Oregon en Washington (Verenigde Staten).